# 金边酮
金边酮是一种23碳的类萜有机化合物，化学式为C23H36O2，它来自于金边卡海牛中，被认为是该物种散发出的愉悦果味的物质来源。
它的单晶结构通过2,4-二硝基苯腙衍生物推定得出。